# Zerynthia hypsipyle
Zerynthia hypsipyle is een vlinder uit de familie van de pages (Papilionidae). De wetenschappelijke naam van de soort is, als Papilio hypsipyle, gepubliceerd in 1776 door Schultze.